# Iwan Dacko
Iwan Dacko (ucraniano: Івáн Дацькó; nascido em 9 de setembro de 1947 em Velbert, Renânia do Norte-Vestfália, Alemanha) é um sacerdote da Igreja Greco-Católica Ucraniana, foi secretário pessoal do Patriarca cardeal Josyf Slipyj, um colaborador próximo e Chanceler do Cardeal Myroslav Ivan Lubachivsky, Presidente do Instituto de Estudos Ecuménicos da Universidade Católica Ucraniana em Lviv, Ucrânia, membro de longa data da Comissão Conjunta Internacional e do seu Comité Coordenador para o diálogo teológico entre as Igrejas Católica e Ortodoxa.